# Lisowczyce
Lisowczyce (biał. Лісоўчыцы, Lisouczycy; ros. Лисовчицы, Lisowczicy) – wieś na Białorusi, w obwodzie brzeskim, w rejonie kamienieckim, w sielsowiecie Wojska.
Obecnie w skład miejscowości wchodzą także dawna wieś Rusiły (biał. Русілы, Rusiły) i kolonia Gierszony (biał. Гершоны, Hierszony).

## Historia
W XIX i w początkach XX w. położone były w Rosji, w guberni grodzieńskiej, w powiecie brzeskim, w gminie Wojska.
W dwudziestoleciu międzywojennym leżały w Polsce, w województwie poleskim, w powiecie brzeskim. Przynależność gminna zmieniała się: początkowo miejscowości leżały w gminie Wojska, od 18 kwietnia 1928 do 1 kwietnia 1932 w gminie Ratajczyce i od 1 kwietnia 1932 w gminie Wierzchowice. Demografia w 1921 przedstawiała się następująco:
|                           | Liczba mieszkańców | Budynki | Narodowość  | Narodowość        | Wyznanie    | Wyznanie |
| Polacy                    | Liczba mieszkańców | Budynki | Białorusini | rzymskokatolickie | prawosławne |          |
| ------------------------- | ------------------ | ------- | ----------- | ----------------- | ----------- | -------- |
| wieś i folwark Lisowczyce | 17                 | 3       | 17          | –                 | –           | 17       |
| kolonia Gierszony         | 88                 | 14      | 88          | –                 | –           | 88       |
| wieś Rusiły               | 266                | 44      | 150         | 116               | 4           | 262      |

W Rzeczypospolitej powstało ponadto osiedle wojskowe Lisowczyce.
Po II wojnie światowej w granicach Związku Sowieckiego. Od 1991 w niepodległej Białorusi.